# Bibiro Ali Taher
Bibiro Ali Taher, född 24 april 1988 i N'Djamena i Tchad är en tchadisk  långdistanslöpare och maratonlöpare som deltog i Olympiska sommarspelen 2016 i Rio de Janeiro.
Hon var Tchads flaggbärare både under invigningsceremonin och avslutningsceremonin.

## Biografi
Ali Taher började tävla internationellt 2014. Under de Afrikanska mästerskapen samma år i Marrakech sprang hon in på tionde plats på distansen 5 000 meter. Under 2015 tävlade hon mycket i Frankrike och under 2016 sprang hon sina första lopp på väg, 10 000 meter, halvmaraton och maraton. Under Olympiska spelen deltog hon i distansen 5 000 meter men hon tog sig inte i mål i sitt heat.
Under 2017 och 2018 fortsatte hon springa långdistanslopp i Frankrike. Mellan 2019 och 2022 saknar hon internationella resultat. Under säsongen 2022 började hon dock åter springa långdistanslopp i Frankrike och i Italien. Den 13 mars 2022 vann hon ett halvmaraton i Combourg.
Även under 2023 var Ali Taher aktiv och sprang bland annat i det prestigefyllda Mainova Frankfurt Marathon, ett lopp som sprungits sedan 1981. Hon blev trettiotrea i mål. 
Ali Taher innehar nationsrekordet i både maraton och 20 kilometer väglöpning.

## Personliga rekord
- 3000 meter - 10:06.25 (Hérouville, 2018)[2]
- 5000 meter - 17:18.73 (Albi, 2018)[2]
- 10 kilometer väg - 35:50 (Nice, 2023, Nationsrekord)[2]
- 20 kilometer väg - 1:19:53 (Paris, 2018)
- Halvmaraton - 1:23:09 (Marcq-en-Baroeul, 2016)
- Maraton - 2:51:04 (Milano, 2022, Nationsrekord)